# Cimetière polonais de Téhéran
Le cimetière polonais est un cimetière catholique situé dans le quartier Dulab à l'est de Téhéran. Il accueille les tombes de personnes de diverses nationalités étrangères ainsi que des chrétiens iraniens ; mais sa partie la plus notable abrite 240 tombes appartenant aux polonais évacués de l'URSS (en) et réfugiés en Iran. Une autre partie contient la sépulture de 26 mineurs et ingénieurs italiens inhumés verticalement. Au cœur de cet ancien cimetière se trouve le cénotaphe d’un soldat inconnu de la Seconde Guerre mondiale, au-dessus duquel se voit une étoile rouge.